# Sammatti
Sammatti è stato un comune finlandese di 1 253 abitanti, situato nella regione dell'Uusimaa. Il comune è stato soppresso nel 2009.